# Colonia Tovar
Colonia Tovar är en kommun belägen ca. 70 km västerut från Caracas i Venezuela i delstaten Aragua.

## Geografiskt läge
Colonia Tovar ligger nära kusten väster om Caracas, cirka 1800 till 2000 m. ö.h.

### Grannkommuner
- El Junquito
- La Victoria
- Maracay

## Klimat
Subtropiska zonen med subtropisk regnskog, årsmedeltemperatur 16°C.

## Historia
1843 utvandrade 358 tyskar (alemanner) från trakten kring Kaiserstuhl i Baden, Tyskland via Le Havre till Venezuela. Efter visst flackande bosatte dessa sig på platsen av dagens Colonia Tovar. Man inrättade sig enl. alemannisk tradition: Bönderna odlade traditionella grönsaker och frukt samt bryggde Venezuelas första öl, husen byggdes i korsvirke. Bygemenskapen fungerade som ett avskilt samhälle och glömdes successivt nästan bort. Man upprätthöll fram till 1942 sina egna lagar.
Det moderna samhällets intåg skedde först efter att Colonia Tovar 1964 knutits samman med omvärlden genom en asfalterad väg. Byn är idag en turistattraktion och ett utflyktsmål för Caraceños.

## Kultur
Invånarna har tack vare avskildheten bevarat mycket av det alemanniska kulturarvet. Mitt i den venezuelanska djungeln finns ett samhälle med korsvirkeshus och stadsport i tysk stil, ett tyskt bryggeri och kvinnor i tyska folkdräkter. Kultur och turism har utvecklats till byns största näringsgren.

### Språk
Det lokala alemanniska språket Alemán Coloniero har för få användare och är på utdöende, det kommer antagligen vara ett minne blott om en till två generationer. Den alemanniska dialekten är redan i sig så kraftig att de flesta tysktalande har svårighet med hörförståelsen, och Alemán Coloniero innehåller dessutom många spanska lånord.

### Museer
Historiskt museum och museum för konsthantverk.

### Återkommande fester
- 8 april: Kolonins grundande
- 11 november: Kolonins skyddshelgon Den helige Martins dag

### Kulinariska specialiteter
Byn utmärker sig genom sin traditionella allemanniska husmannskost: blutwurst (blodkorv), eisbein (grillat eller saltat & kokt grislår), kassler, sauerkraut (surkål), potatis, diverse varianter av Bratwurst (tysk korv med hög kötthalt), allt serverat med en kraftig "Tovar"-bier.